# Макбрайд, Мелисса
Мелисса Сюзанн МакБрайд (англ. Melissa Suzanne McBride; род. 23 мая 1965) — американская актриса и бывший кастинг-директор, наиболее известная по роли Кэрол Пелетье в сериале AMC «Ходячие мертвецы».

## Биография
Мелисса Сьюзан Макбрайд родилась в Лексингтоне, штат Кентукки в семье Джона Лесли Макбрайда и Сьюзан Лиллиан Макбрайд (в девичестве — Сагли) (1937—2018). Её отец имел собственный бизнес, а мать преподавала в театре Pasadena Playhouse в Пасадене. У неё было два родных брата и сестра: Джон Майкл (1957—1990), Нил Аллен (1960—2008) и Мелани Сьюзан (1962—2012).

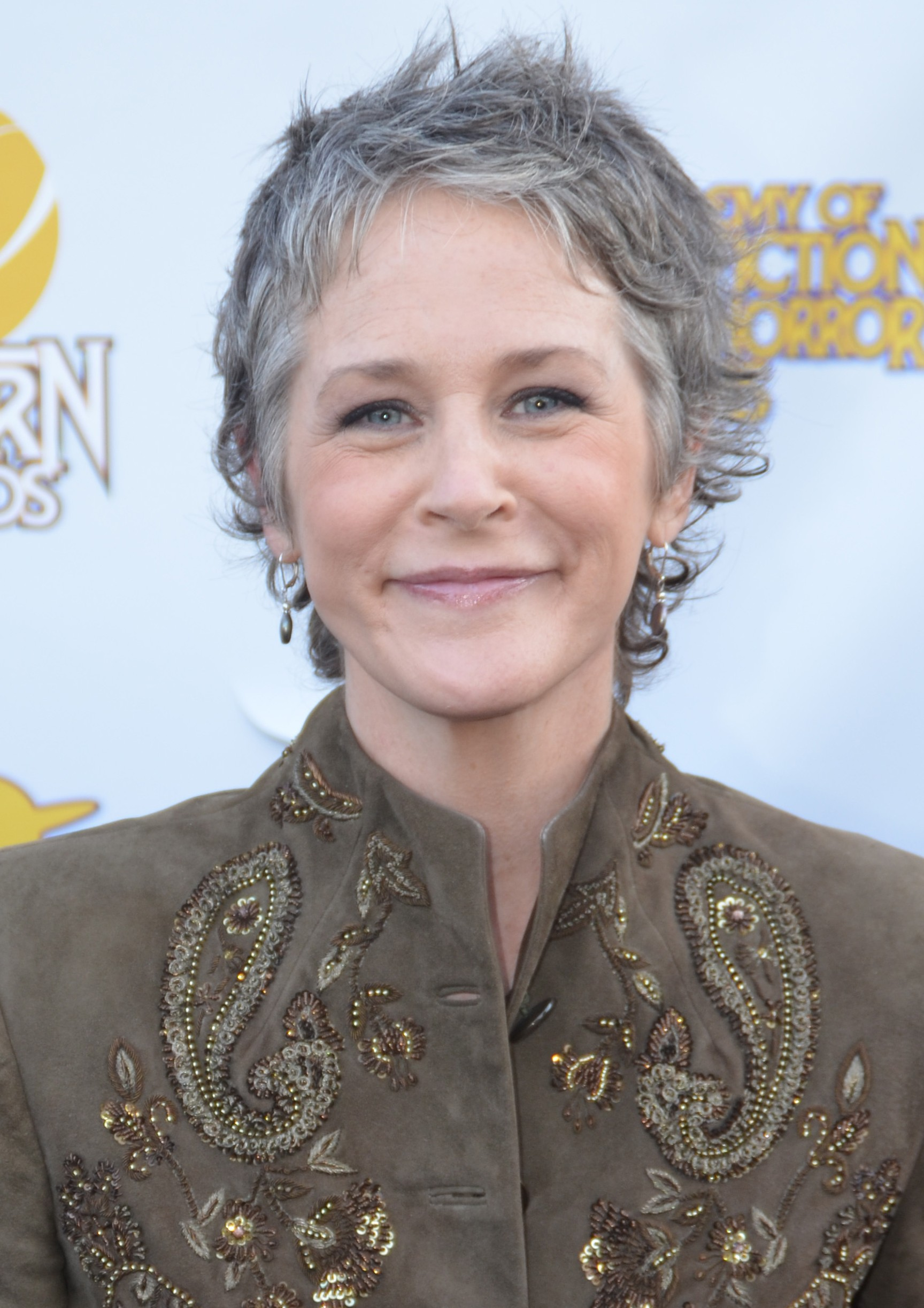
Макбрайд на церемонии вручения премии «Сатурн» в 2014 году

Макбрайд начала свою актёрскую карьеру в 1991 году, приняв участие в съемках нескольких рекламных роликов для таких компаний, как Rooms To Go. Также она была представителем компании Ford. Её актёрский дебют состоялся в 1993 году в драматическом сериале ABC «Мэтлок». После она имела эпизодические роли в таких сериалах, как «Полуночная жара», «Шериф из преисподней», «Профайлер», «Крутой Уокер: Правосудие по-техасски» и «Бухта Доусона». В последнем она сыграла Нину — любительницу кинематографа, которая очаровывает Доусона после его расставания с Джен. Она приняла участие в съемках первого эпизода первого сезона в 1998 году и в 2003 году вернулась в 6 сезон с другой ролью.

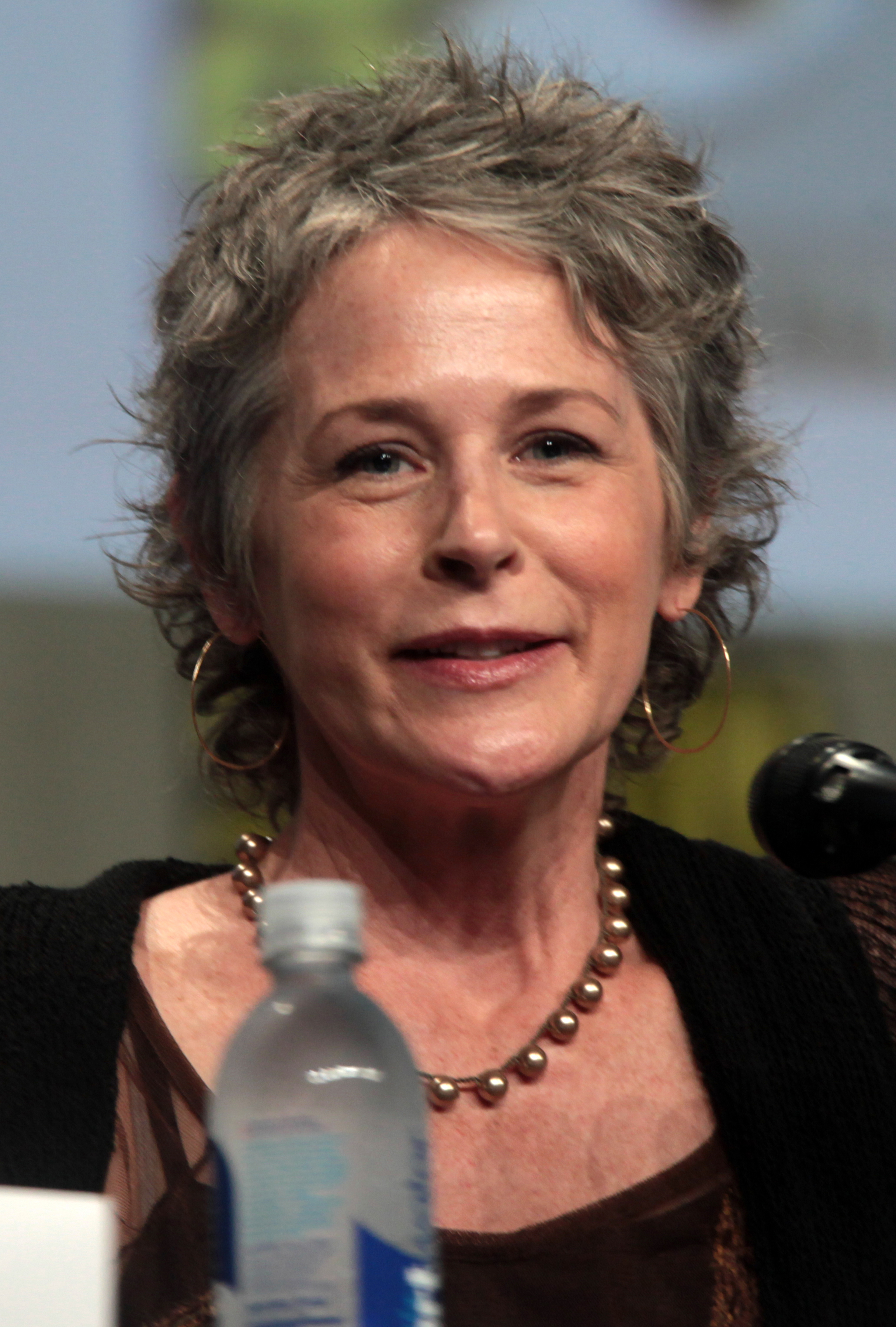
Макбрайд на San Diego Comic-Con International в 2014 году

На протяжении 1990-х годов Макбрайд играла второстепенные роли в нескольких телефильмах, таких как «Заклятый враг» (1995), «Рядом с опасностью» (1997), «Куда угодно, только не домой» (1997), и «Пираты Силиконовой долины» (1999). В 1996 году она появилась в мини-сериале CBS «Сезон в чистилище», основанном на одноимённом романе Доминика Данна. С 2000 по 2010 год она работала кастинг-директором в Атланте, штат Джорджия и приняла участие в нескольких короткометражных фильмах. В 2007 году Макбрайд прошла пробы на эпизодическую роль в научно-фантастическом фильме ужасов Фрэнка Дарабонта «Мгла». В следующем году она появилась в телефильме Lifetime «Живое доказательство».

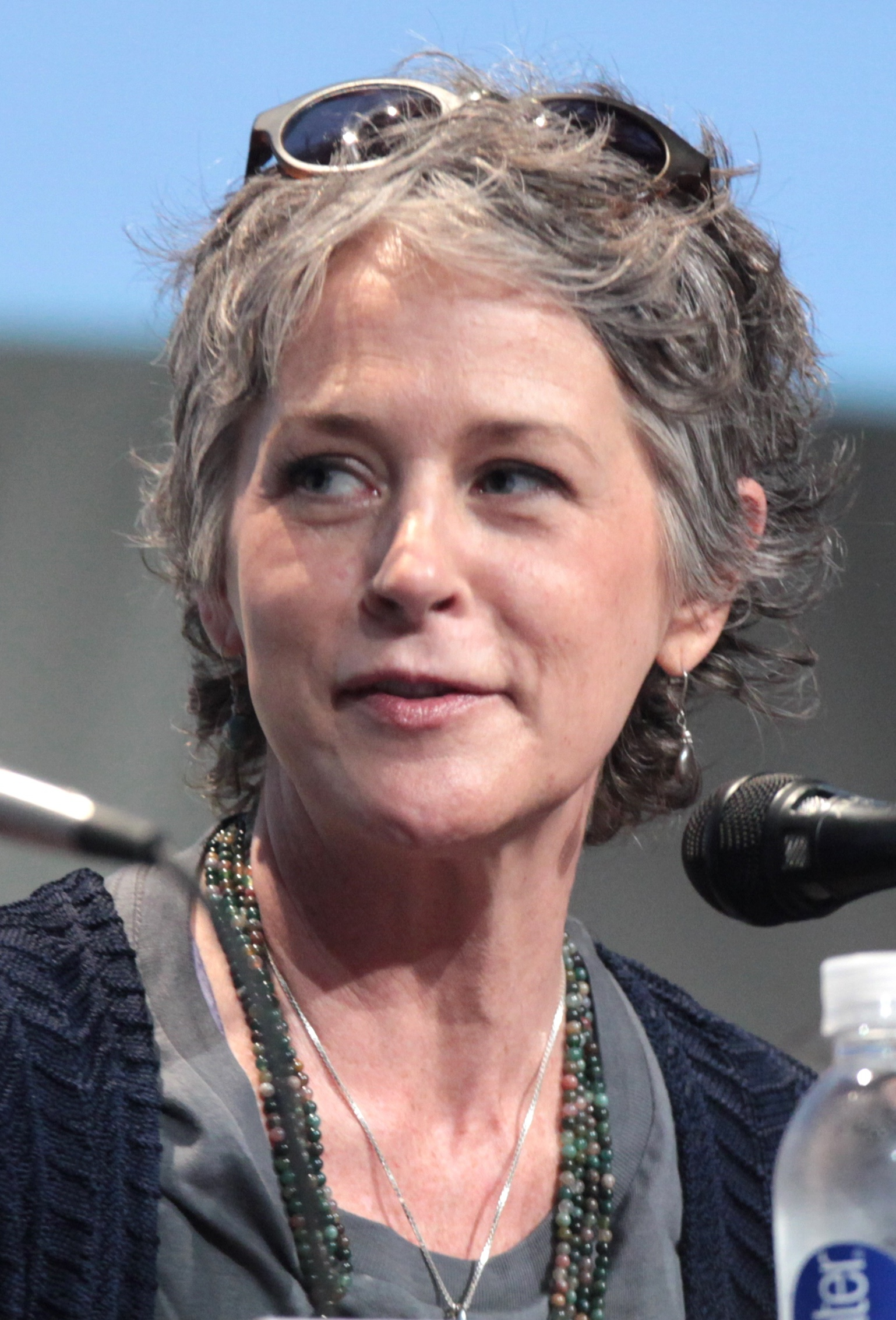
Макбрайд на San Diego Comic-Con International в 2015 году

Макбрайд получила роль Кэрол Пелетье в новом телевизионном проекте Фрэнка Дарабонта «Ходячие мертвецы» без прослушивания. Её героиня, вдова сорока лет и заботливая мать, борющаяся за выживание в жестоком постапокалиптическом мире, населенном плотоядными зомби. Первые три сезона её героиня являлась второстепенным персонажем. Но начиная с 1-го эпизода 4-го сезона имя Макбрайд появлялось в начальных титрах. Предполагалось, что Кэрол Пелетье будет убита в эпизоде Killer Within, но продюсеры отказались от этой идеи.

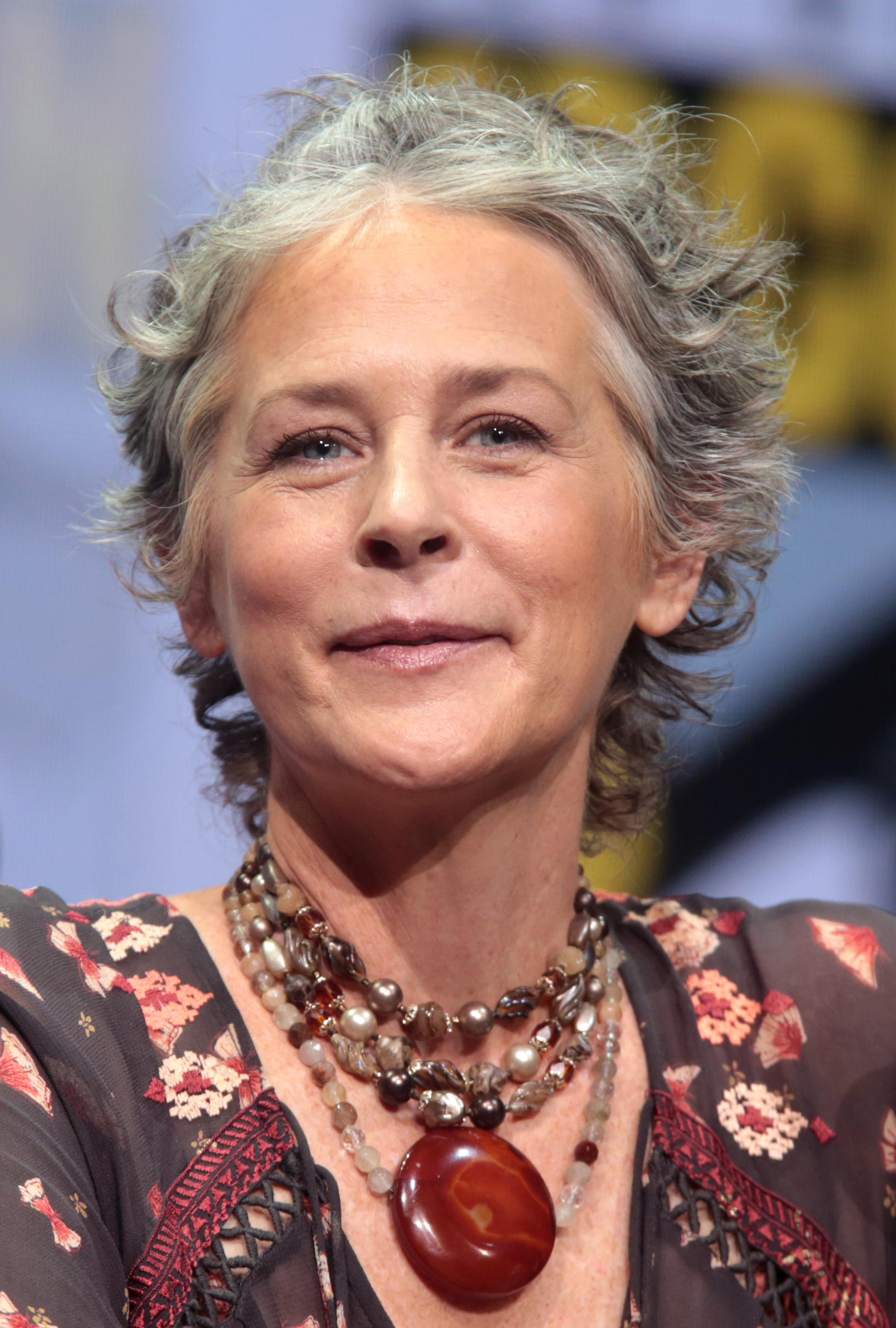
Макбрайд на San Diego Comic-Con International в 2017 году

Продюсеры сериала Скотт М. Гимпл и Роберт Киркман в 2014 году заявили, что «Кэрол — уникальный персонаж этой вселенной. Кэрол из телешоу — оригинальное творение, которое мы продолжим исследовать в нашем шоу с большим интересом. Все наши сценаристы любят этого персонажа, и мы в восторге от Мелиссы. Она стала героем, за которым интересно наблюдать, и впереди её ждут поистине захватывающие вещи».
Макбрайд получила признание критиков и положительные отзывы от зрителей за актёрскую работу в 3-м, 4-м и 5-м сезонах. Многие критики высоко оценили выступление Макбрайд в 14 эпизоде 4 сезона The Grove, главным действующим героем которого была Кэрол. Также высоко было оценено её выступление в 1-м эпизоде 5-го сезона No Sanctuary. Несмотря на похвалу критиков и зрителей, Макбрайд так и не получила номинацию на премию «Эмми» за лучшую женскую роль второго плана в драматическом телесериале. Тем не менее, на 40-й церемонии вручения наград премии «Сатурн» Макбрайд получила награду за лучшую телеактрису второго плана, а также была номинирована на Critics’ Choice Television Award в 2014 году за её выступление в 4-м сезоне. На 41-й церемонии премии «Сатурн» она вновь получила награду в той же категории. В течение 2016—2019 и в 2021 годах Макбрайд получала номинации на эту премию.
В сентябре 2020 года на San Diego Comic-Con International в виртуальном формате было объявлено, что 11 сезон «Ходячих мертвецов» станет завершающим для сериала. Тогда же стало известно, что ведется разработка спин-оффа о Дэриле Диксоне (Норман Ридус) и Кэрол Пелетье, шоураннером которого выступит Анджела Канг, также работавшая над созданием «Ходячих мертвецов». Релиз сериала намечается на 2023 год.

## Фильмография
| Год       |    | Русское название                     | Оригинальное название              | Роль                            |
| --------- | -- | ------------------------------------ | ---------------------------------- | ------------------------------- |
| 1993      | с  | Мэтлок                               | Matlock                            | Дарлин Келлогг / официантка     |
| 1994      | с  | Полуночная жара                      | In the Heat of the Night           | репортёр WPMM                   |
| 1994      | ф  | Бионозавр                            | Mutant Species                     | мама Тиффани                    |
| 1995      | тф | Заклятый враг                        | Her Deadly Rival                   | Элли                            |
| 1995      | с  | Шериф из преисподней                 | American Gothic                    | Холли Галлахер                  |
| 1996      | с  | Сезон в чистилище                    | A Season in Purgatory              | Мэри Пэт Брэдли                 |
| 1996      | с  | Профайлер                            | Profiler                           | Уокер Янг                       |
| 1997      | тф | Рядом с опасностью                   | Close to Danger                    | Натали                          |
| 1997      | тф | Куда угодно, только не домой         | Any Place But Home                 | Бретт                           |
| 1997      | с  | Крутой Уокер: Правосудие по-техасски | Walker, Texas Ranger               | доктор Рейчел Вудс              |
| 1998—2003 | с  | Бухта Доусона                        | Dawson’s Creek                     | Мелани / Нина                   |
| 1999      | тф | Пираты Силиконовой долины            | Pirates of Silicon Valley          | Элизабет Холмс                  |
| 1999      | тф | Нейтан Диксон                        | Nathan Dixon                       | Джанин Кич                      |
| 2002      | ф  | Опасные игры                         | The Dangerous Lives of Altar Boys  | миссис Дойл                     |
| 2007      | ф  | Мгла                                 | The Mist                           | женщина, чьи дети остались дома |
| 2008      | мф | Дельго                               | Delgo                              | мисс Сатли / старейшина Пиро    |
| 2008      | тф | Живое доказательство                 | Living Proof                       | Салли                           |
| 2010—2021 | с  | Ходячие мертвецы                     | The Walking Dead                   | Кэрол Пелетье                   |
| 2013      | с  | Конан                                | Conan                              | Кэрол Пелетье                   |
| 2013      | ф  | Реконструкция Уильяма Зеро           | The Reconstruction of William Zero | доктор Бронсон                  |
| 2016      | ф  | Хаппи                                | The Happys                         | Криста                          |
| 2017      | мс | Робоцып                              | Robot Chicken                      | Кэрол Пелетье / Андреа Харрисон |
| 2018      | с  | Бойтесь ходячих мертвецов            | Fear the Walking Dead              | Кэрол Пелетье                   |
| 2023      | с  | Ходячие мертвецы: Дэрил Диксон       | The Walking Dead: Daryl Dixon      | Кэрол Пелетье                   |

## Награды и номинации
| Награда                      | Год  | Категория                                            | Работа           | Результат |
| ---------------------------- | ---- | ---------------------------------------------------- | ---------------- | --------- |
| Сатурн                       | 2021 | Лучшая телеактриса второго плана                     | Ходячие мертвецы | Ожидается |
| Сатурн                       | 2019 | Лучшая телеактриса второго плана                     | Ходячие мертвецы | Номинация |
| Сатурн                       | 2018 | Лучшая телеактриса второго плана                     | Ходячие мертвецы | Номинация |
| Сатурн                       | 2017 | Лучшая телеактриса второго плана                     | Ходячие мертвецы | Номинация |
| Сатурн                       | 2016 | Лучшая телеактриса второго плана                     | Ходячие мертвецы | Номинация |
| Сатурн                       | 2015 | Лучшая телеактриса второго плана                     | Ходячие мертвецы | Награда   |
| Сатурн                       | 2014 | Лучшая телеактриса второго плана                     | Ходячие мертвецы | Награда   |
| CinEuphoria Awards           | 2020 | Специальный приз                                     | Ходячие мертвецы | Награда   |
| Выбор телевизионных критиков | 2014 | Лучшая актриса второго плана в драматическом сериале | Ходячие мертвецы | Номинация |
| Fangoria Chainsaw Awards     | 2015 | Лучшая телеактриса второго плана                     | Ходячие мертвецы | Номинация |
| Gold Derby Awards            | 2014 | Лучшая актриса второго плана в драматическом сериале | Ходячие мертвецы | Номинация |
| IGN Summer Movie Awards      | 2014 | Лучший телевизионный герой                           | Ходячие мертвецы | Номинация |
| iHorror Awards               | 2016 | Лучшая женская роль в телесериале                    | Ходячие мертвецы | Награда   |
| Спутник                      | 2012 | Лучший актёрский состав в телесериале                | Ходячие мертвецы | Награда   |